# Furcobates lewissmithi
Furcobates lewissmithi är en kvalsterart som beskrevs av František Starý 1995. Furcobates lewissmithi ingår i släktet Furcobates och familjen Ceratozetidae. Inga underarter finns listade i Catalogue of Life.